# 梅島町
梅島町（うめじままち）とは、1928年（昭和3年）11月1日から1932年（昭和7年）10月1日まで存在した東京府南足立郡の町。
現在の東京都足立区栗原、島根、一ツ家、西新井栄町、梅島、中央本町、梅田、青井一・五・六丁目に相当する。

## 概要
東京府南足立郡の中央部の町。

## 村名の由来
梅田と島根の頭文字を合わせて梅島。
旧来の「梅島村」に由来。

## 歴史
- 1889年（明治22年）5月1日 - 市制町村制の施行により梅田村、島根村、栗原村、小右衛門新田の4か村を合併統合し梅島村が発足。
- 1928年（昭和3年）10月1日 - 町制施行により梅島町が発足。
- 1932年（昭和7年）10月1日 - 千住町、西新井町、舎人村、渕江村、東渕江村、伊興村、江北村、綾瀬村、花畑村とともに東京市へ編入され足立区となる。

## 歴代町村長
梅島村長
- 初代：牛込金三（1889年6月-1901年）
- 第2代：瀨田長次郎（1901年-1915年5月）
- 第3代：小泉吉三郎（1915年6月-1916年10月）
- 第4代：日比谷三郎（1916年10年-1924年2月）
- 第5代：花井末次郎（1924年2月-1928年9月）

梅島町長
- 初代：花井末次郎（1928年10月-1931年6月）
- 第2代：瀨田孝三（1931年7月-1932年9月）

## 関連文献
- 「栗原村」『新編武蔵風土記稿』 巻ノ137足立郡ノ3、内務省地理局、1884年6月。NDLJP:763997/44。
- 「淵江領 島根村」『新編武蔵風土記稿』 巻ノ137足立郡ノ3、内務省地理局、1884年6月。NDLJP:763997/50。
- 「小右衛門新田」『新編武蔵風土記稿』 巻ノ137足立郡ノ3、内務省地理局、1884年6月。NDLJP:763997/51。